# 펜슬2D
펜슬2D(영어: Pencil2D)는 마이크로소프트 윈도우, macOS 및 유닉스 계열 운영 체제를 위한  자유-오픈 소스 2D 애니메이션 소프트웨어이다. GNU 일반 공중 사용 허가서에 따라 배포되며 Qt 프레임워크를 사용한다. 전통적인 기법 (그림 그리기, 양파 껍질 등)을 사용하여 애니메이션을 만들고 벡터 및 비트맵 그림을 관리하는 데 사용된다.
애니메이션을 고유한 파일 형식인 .pclx로 저장할 수 있을 뿐만 아니라 PNG, JPEG, BMP, TIFF 형식의 이미지 시퀸스와 AVI, MP4, WebM, GIF, APNG 형식의 비디오 파일로 내보낼 수도 있다.

## 역사
펜슬2D의 원래 버전은 2005년에 패트릭 코리에리와 파스칼 네이던이 만든 ‘펜슬’이다. 하지만 2009년에 폐기되고 중단되었다. 프로젝트의 포기로 인해 수많은 포크가 생성되었으며 그 중 몇 개는 결국 매튜 창의 포크로 병합되어 현재 펜슬2D로 알려진 프로젝트가 되었다.
그 후에 프로젝트는 pencil2D.org에서 계속된다. 2019년 봄부터 CR이 삭제되고 패치가 포함된 버전 번호가 있는 일반 업데이트의 구현과 가끔 이상한 버전에 기능이 추가되는 업데이트 구성이 변경되었다. 목표는 버그가 누적되도록 두지 않고 버그가 표시되는 즉시 빠르게 수정하고 안정성 수정 사항을 더 빨리 제공하는 것이다. 이 목표는 버전 2019년 5월에 공개된 0.6.4부터 시작되었다. 개발자들은 또한 디버깅 및 유효성 테스트를 위한 테스트 라이브러리를 구축하기 위해 프로젝트 업로드 페이지를 설정하고 있다.

## 같이 보기
- 2D 애니메이션 소프트웨어 목록